# Сандра Дуглас
Сандра Дуглас  (англ. Sandra Douglas; нар. 22 квітня 1967) — британська легкоатлетка, олімпійська медалістка.

## Виступи на Олімпіадах
| Олімпіада      | Дисципліна              | Місце     |
| -------------- | ----------------------- | --------- |
| Барселона 1992 | біг на 400 метрів       | 6 h2 r3/4 |
| Барселона 1992 | естафета 4 x 400 метрів | 3         |

## Зовнішні посилання
- Досьє на sport.references.com